# Ácido 2-aminobenzenossulfônico
Ácido 2-aminobenzenossulfônico (ou ácido orto-aminobenzenossulfônico, ácido orto-sulfanílico ou ácido anilina-2-sulfônico ou ácido ortanílico) é um composto químico de fórmula C6H7NO3S (H2NC6H4SO3H), massa molecular 173,19 ua, número CAS 88-21-1
Ponto de fusão =188¤C.
É um ácido sulfônico similar ao ácido sulfanílico, contendo uma grupo amina em posição orto a um grupo sulfônico.
É utilizado como reagente em química analítica, como na análise de zinco.